# Las Maravillas, Chiapas
Las Maravillas är en ort i Mexiko.   Den ligger i kommunen Ocosingo och delstaten Chiapas, i den sydöstra delen av landet, 900 km öster om huvudstaden Mexico City. Las Maravillas ligger 165 meter över havet och antalet invånare är 290.
Terrängen runt Las Maravillas är huvudsakligen kuperad, men österut är den platt. Las Maravillas ligger nere i en dal. Runt Las Maravillas är det glesbefolkat, med 16 invånare per kvadratkilometer. Närmaste större samhälle är Busiljá, 1,9 km nordväst om Las Maravillas. I omgivningarna runt Las Maravillas växer i huvudsak städsegrön lövskog.